# Valle del Cauca
Valle del Cauca és un departament de Colòmbia. La capital és Cali. Hi ha quaranta-dos municipis:
- Alcalá (Valle del Cauca)
- Andalucía
- Ansermanuevo
- Argelia
- Bolívar (Valle del Cauca)
- Buenaventura
- Buga
- Bugalagrande
- Caicedonia
- Cali
- Candelaria
- Cartago
- Dagua
- Darién (Calima)
- El Aguila
- El Cairo
- El Cerrito
- El Dovio
- Florida
- Ginebra
- Guacari
- Jamundí
- La Cumbre
- La Unión
- La Victoria
- Obando
- Palmira
- Pradera (Valle del Cauca)
- Restrepo
- Riofrio
- Roldanillo
- San Pedro (Valle del Cauca)
- Sevilla
- Toro
- Trujillo
- Tuluá
- Ulloa
- Versalles
- Vijes
- Yotoco
- Yumbo
- Zarzal